# ديرموت ريان
ديرموت ريان (بالإنجليزية: Dermot Ryan)‏ هو عالم عقيدة أيرلندي، ولد في 26 يونيو 1924 في Clondalkin ‏ في جمهورية أيرلندا، وتوفي في 21 فبراير 1985 في روما في إيطاليا.